# Westersander
Westersander ist ein Dorf in Ihlowerhörn, einem Ortsteil der Gemeinde Ihlow im ostfriesischen Landkreis Aurich. Erstmals taucht es 1431 als to Westerzondum in den Urkunden auf. Spätere Bezeichnungen sind im Jahre 1585 Weestersande, Westersander im Jahre 1585 sowie Westersonder im Jahre 1645.  Der Dorfname ist eine Zusammensetzung der Himmelsrichtung West- mit dem auf das Affrikativ zurückgehende Plural von Sand.

## Geschichte
Westersander entstand als Haufendorf auf der vermutlich moorfrei gebliebenen nordwestlichen Hälfte eines Geestrücken. Dieser erstreckt sich zwischen den beiden Wasserläufen von Krummen- und Fehntjer Tief. Zu Zeiten seiner Gründung war das Dorf von einem weiten Heidefeld umgeben, in dem das Vieh weiden konnte. Zunächst war es wohl ein reines Bauerndorf. 1719 lebten in dem Dorf 77 Einwohner. Im Jahr 1853 wurde die Allmende in Privatbesitz aufgeteilt. Das alte Bauerndorf ist im Zentrum von Westersander noch erkennbar. Am Westrand gibt es ein Neubaugebiet.